# Sélection de la ville hôte pour les Jeux olympiques d'hiver de 1998

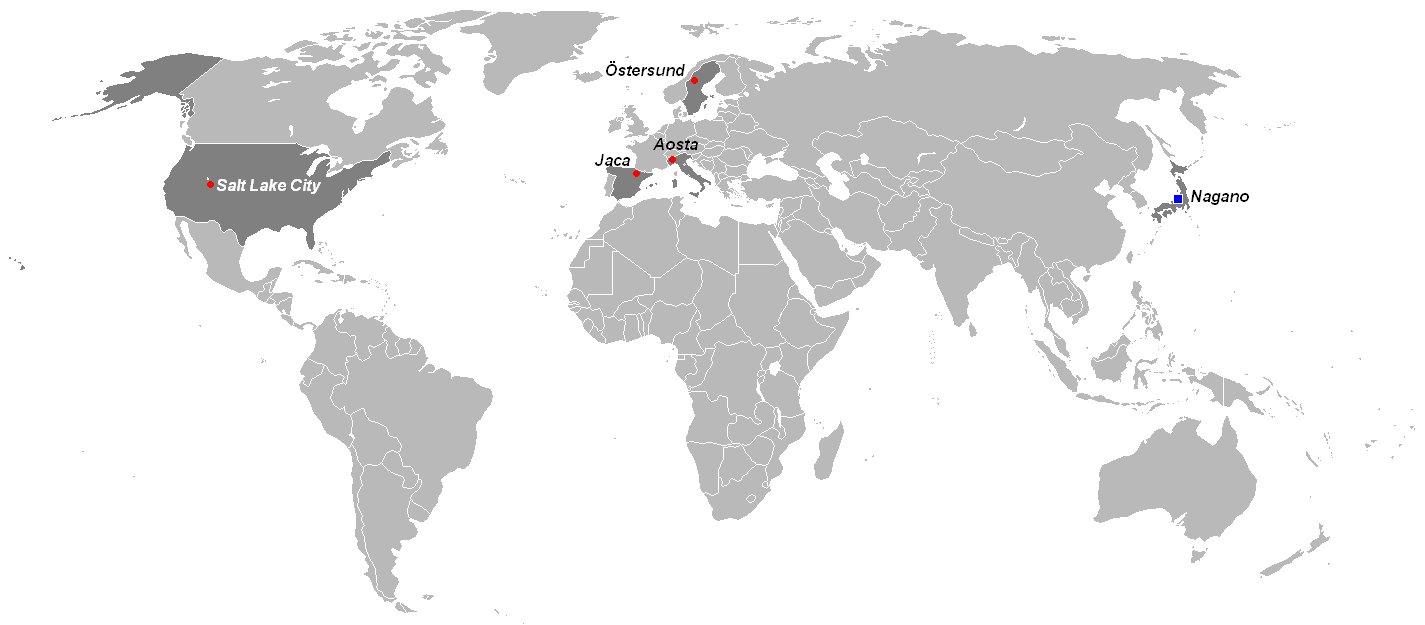

Le processus de sélection pour les Jeux olympiques d'hiver de 1998 comprend cinq villes. Celle de Nagano au Japon est choisie aux dépens de Aoste en Italie, Jaca en Espagne, Östersund en Suède et Salt Lake City aux États-Unis. La sélection est réalisée lors de la 97e session du CIO à Birmingham au Royaume-Uni, le 15 juin 1991. La ville soviétique de Sotchi était également candidate, mais elle n'est pas allée jusqu'à la fin de la procédure.

## Résultats du scrutin
| Ville          | Pays       | 1er tour | 2e tour | 3e tour | 4e tour | 5e tour |
| -------------- | ---------- | -------- | ------- | ------- | ------- | ------- |
| Nagano         | Japon      | 21       | —       | 30      | 36      | 46      |
| Salt Lake City | États-Unis | 15       | 59      | 27      | 29      | 42      |
| Östersund      | Suède      | 18       | —       | 25      | 23      | —       |
| Jaca           | Espagne    | 19       | —       | 5       | —       | —       |
| Aoste          | Italie     | 15       | 29      | —       | —       | —       |